# Giro del Capo
Il Giro del Capo è una corsa a tappe maschile di ciclismo su strada che si disputa nella Repubblica Sudafricana ogni anno nei primi giorni di marzo. Dal 2005 al 2009 ha fatto parte del circuito continentale UCI Africa Tour classificata come corsa di classe 2.2.

## Storia
Creata nel 1992 come corsa amatoriale, solo dal 1996 è riservata ai professionisti.
Il record di vittorie è attualmente patrimonio del sudafricano Andrew MacLean, aggiudicatosi il trofeo per quattro volte consecutive, nel 1992, 1993, 1994 e nel 1997

## Albo d'oro
Aggiornato all'edizione 2010.
| Anno | Vincitore             | Secondo           | Terzo                      |
| ---- | --------------------- | ----------------- | -------------------------- |
| 1992 | Andrew MacLean        |                   |                            |
| 1993 | Andrew MacLean        | Willy Engelbrecht | Michail Teterjuk           |
| 1994 | Andrew MacLean        |                   |                            |
| 1995 | Michael Andersson     |                   |                            |
| 1996 | Scott Mercier         | Andrew MacLean    | Sergej Ivanov              |
| 1997 | Andrew MacLean        | Matthew White     | Paul Brosnan               |
| 1998 | Timothy David Jones   | Harald Morscher   | Salvatore Commesso         |
| 1999 | Davy Dubbeldam        | David George      | Nicolas White              |
| 2000 | Nicolas White         | Kosie Loubser     | Jac-Louis Van Wyck         |
| 2001 | Piotr Chmielewski     | Nicolas White     | Lubor Tesař                |
| 2002 | David George          | Daniel Spence     | Piotr Chmielewski          |
| 2003 | David George          | Darren Lill       | Jacobus Odendaal           |
| 2004 | David George          | Neil MacDonald    | Lubor Tesař                |
| 2005 | Tiaan Kannemeyer      | Ryan Cox          | David Kopp                 |
| 2006 | Peter Velits          | David George      | Ryan Cox                   |
| 2007 | Aleksandr Efimkin     | Félix Cárdenas    | David George               |
| 2008 | Christian Pfannberger | Chris Froome      | Jacques Janse van Rensburg |
| 2010 | David George          | Kevin Evans       | Burry Stander              |

| Anno | Challenge 1   | Challenge 2  | Challenge 3    | Challenge 4 |
| ---- | ------------- | ------------ | -------------- | ----------- |
| 2009 | Robert Hunter | Chris Froome | Steve Cummings | Arran Brown |